# Lucien-Anatole Prévost-Paradol
Pour les articles homonymes, voir Prévost et Paradol.
Pour la ville de Prévost-Paradol, voir Mechraa Safa.
Lucien-Anatole Prévost-Paradol, né le 8 août 1829 à Paris et mort le 20 juillet 1870 à Washington (district de Columbia), est un journaliste et essayiste français.
Son livre, La France nouvelle (1868), fut une référence majeure de l'orléanisme, courant libéral français.

## Biographie
Pour l'état civil, il est le fils de Vincent-François Prévost et de Lucinde Paradol, comédienne de la Comédie-Française. Du côté paternel, il est le fils adultérin de Léon Halévy, disciple de Saint-Simon. Une origine juive qui, si elle l'a rendu sensible à la condition des juifs en France au XIXe siècle, lui sera reprochée lors de son élection à l'Académie française et lors de son ralliement à Napoléon III. Prévost Paradol descend par son père de la famille Halévy mais également de la famille Breguet.
Lucien-Anatole Prévost-Paradol fait ses études au Collège de Bourbon et à l'École normale supérieure, où reçu 20e et dernier, il finit par battre Émile Joseph Belot et sortir major de sa promotion. En décembre 1851, Prévost-Paradol (major de troisième année, ce qui l'autorise à parler au nom de l'École tout entière) se rend au bureau du directeur pour protester contre le coup d'État de Louis-Napoléon Bonaparte et pour l'assurer que l'École se range du côté de l'Assemblée. Une heure plus tard, la rue d'Ulm est remplie de soldats et l'École consignée. Les agrégations « nobles » (philosophie et histoire) sont supprimées et un régime de « haute surveillance » instauré : Prévost-Paradol démissionne avant d'avoir fini ses études.
Désirant entrer dans l'enseignement supérieur, il expédie les deux thèses nécessaires. Très soutenu par ses anciens maîtres, il obtient une chaire de littérature à la faculté d'Aix-en-Provence en 1855, fonction qu'il n'occupe qu'un an durant. Il démissionne en effet pour devenir l'un des principaux rédacteurs du Journal des débats, collaborant également au Courrier du dimanche et, très brièvement, à La Presse. Devenu l'un des principaux journalistes politiques de son temps, il reçoit des offres du Journal de Genève et de L'Evening Post. Le Times publie son étude de La Presse en France et en Angleterre.
S'il fut l'un des principaux représentants de l'opposition libérale au Second Empire, cela lui valut un séjour en prison d'un mois, qu'il fit dans d'assez bonnes conditions à la maison de santé du docteur Blanche.
En 1865, il est élu à l'Académie française en remplacement de Jean-Jacques Ampère. Cette élection suscita le scandale en raison du jeune âge de l'intéressé et de la faiblesse de son œuvre littéraire, qui se composait essentiellement de ses Essais de politique et de littérature (3 séries, 1859-1866) et d'Études sur les moralistes français (1864).
Il publie, en 1868, ce qui reste son œuvre majeure : La France nouvelle, qualifié de « Bible de l'orléanisme » par l'historien Gabriel de Broglie (1981). Devenu référence du libéralisme français, ce livre commente, entre autres, le système de représentation proportionnelle inventé par Thomas Hare et défendu par John Stuart Mill. Il y défend également le bicamérisme, le Sénat devant servir de contre-poids face à la représentation des masses à l'Assemblée nationale.
En février 1869, il perd son épouse âgée de 42 ans.
Avec l'arrivée au pouvoir d'Émile Ollivier en janvier 1870, Prévost-Paradol croit à une évolution libérale de l'Empire et accepte le poste de ministre plénipotentiaire de France aux États-Unis, ce qui lui vaut de violentes attaques de la part du parti républicain. À peine est-il installé dans son poste que la guerre franco-prussienne de 1870 éclate. C'est la guerre qu'il a annoncée et redoutée dans La France nouvelle. Désespéré, Prévost-Paradol se suicide d'un coup de revolver. Toutefois, en 1935, Émile Henriot, après avoir lu les carnets de Ludovic Halévy qui viennent d'être publiés, remettra en cause les raisons de son suicide : "On a cru longtemps qu'il s'était tué de chagrin, à l'idée qu'il avait trahi en se ralliant (à l'Empire), et que cette trahison était inutile puisque l'Empire allait tomber. En fait, cette explication ne vaut rien : le 20 juillet, l'Empire était encore intact, et la guerre n'avait pas encore décidé du sort de la France. La vérité est autre. Prévost-Paradol s'est tué par amour."
Lucien Prevost-Paradol laisse trois enfants : deux filles converties au catholicisme (l'ainée meurt de phtisie à 24 ans, dans un couvent ; Thérèse, la cadette finira supérieure de la congrégation de N-D de Sion à Ramleh, en Egypte) et un fils, Lucien Hyalmar, qui se suicidera en 1877 à l'âge de 18 ans car il n'aurait pas supporté d'être refusé à Saint-Cyr.

## La France d'Afrique

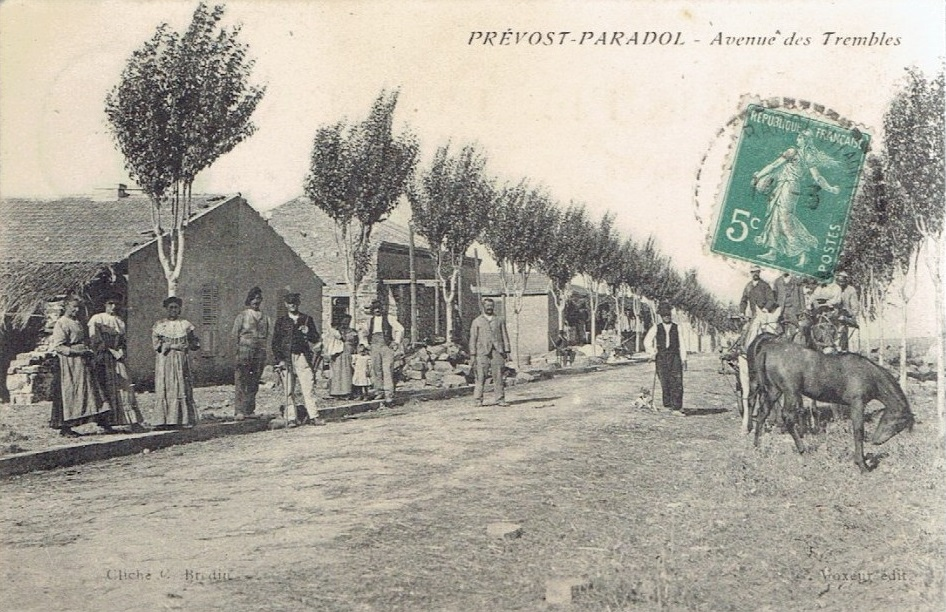
Colons à Prévost-Paradol, commune d'Algérie nommée en son honneur

Obsédé par la déchéance française, Prévost-Paradol affirme dans La France nouvelle que la déchéance menace la France et que pour y contrer, pour éviter qu'elle ne laisse « autre chose qu'un souvenir honorable », qu'elle ne tombe dans « une honteuse insignifiance », elle doit accroître son poids dans le monde, c'est-à-dire augmenter le nombre de ses citoyens, en même temps que l'étendue de son territoire, par la fondation d'un puissant empire méditerranéen dont l'Algérie serait le pivot et qui éventuellement couvrirait toute l'Afrique du Nord. L'Afrique, écrit-il, « c'est une terre française qui doit être le plus tôt possible peuplée, possédée et cultivée par des Français si nous voulons qu'elle puisse un jour peser de notre côté dans l'arrangement des affaires humaines ». Il présente la fondation d'un puissant empire extra-européen « qui ne serait pas seulement une satisfaction pour notre orgueil mais... la dernière ressource de notre grandeur ». L'Algérie et ses prolongements maghrébins doivent servir au prestige français en devenant des colonies de peuplement. En quelques mois, la thèse de la colonisation triomphante capable de redonner la gloire et la puissance à une France déclinante a un énorme retentissement. Toute la classe politique lit, critique La France nouvelle, qui connaît quatre éditions en quelques semaines, mais ne remet pas en cause la thèse de la France d'Afrique,.

## Un visionnaire de la tragédie duXXesiècle
Après la bataille de Sadowa, Prévost-Paradol anticipe le futur conflit franco-prussien et la défaite de la France. Cependant, il ne croit pas en la domination mondiale de l'Allemagne, après un partage du monde où les Britanniques dominent très largement en Amérique du Nord, en Inde et dans le Pacifique et les Russes en Asie Centrale et Haute Asie ; d'autre part, même si les Britanniques, les Russes et les Allemands ont des populations qui croissent rapidement, la très forte expansion démographique allemande génère une émigration massive en Amérique. Ainsi, Prévost-Paradol prévoit-il une future coalition entre les Russes et les Britanniques pour écraser l'Allemagne quand elle voudra remettre en cause le partage du monde organisé sans elle.. Cette coalition sera la grande alliance des deux Guerres Mondiales.